# Gulfläcksticka
Gulfläcksticka (Skeletocutis ochroalba) är en svampart som beskrevs av Niemelä 1985. Gulfläcksticka ingår i släktet Skeletocutis och familjen Polyporaceae.  Arten är reproducerande i Sverige. Inga underarter finns listade i Catalogue of Life.